# Tratatul de la Apamea

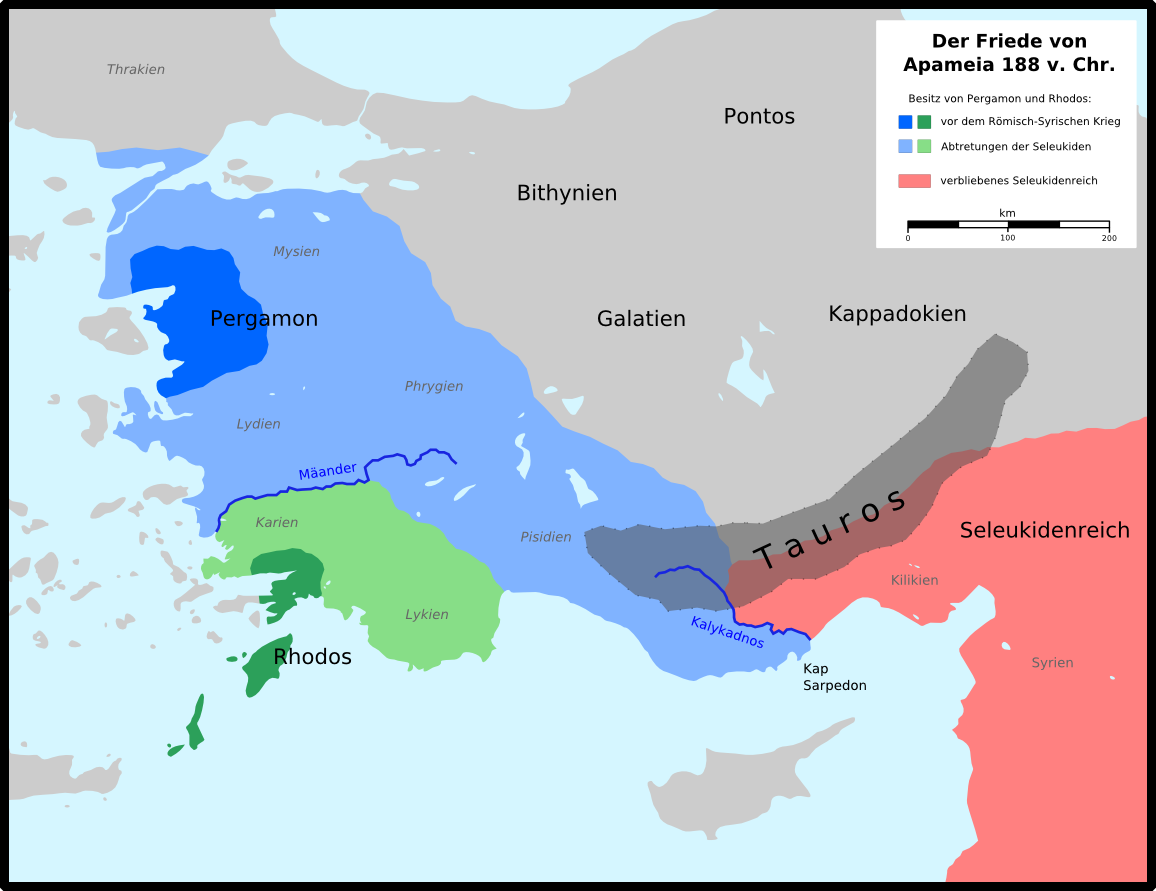
Harta geopolitică a Asiei Mici după tratatul de la Apamea

Tratatul de Apamea din 188 î.Hr. este tratatul de pace dintre Republica Romană și Imperiul Seleucid, semnat în vara acelui an  După victoriile romanilor (bătălia de la Magnesia din 189 î.Hr) și ale aliaților lor, Pergamul, Macedonia și Rodos pe uscat și pe mare, asupra regelui seleucid  Antioh al III-lea cel Mare. Armistițiul a fost semnat la Apamea, în Frigia. Teritoriile de la vestul Munților Taurus au trecut în controlul indirect al Romei, puterea imperiului seleucid fiind mult slăbită. Declinul Seleucizilor a favorizat expansiunea Parției in regiune.

## Tratatul
După cum relatează Appian, tratatul prevedea renunțarea din partea Imperiului Seleucid la posesiunile din Europa și din Asia Mică, la vest de munții Taurus, predarea tuturor elefanților de război și limitarea flotei seleucide la numai 20 de corăbii de război în vreme de pace. De asemenea, lui Antioh al III-lea i s-a interzis să recruteze mercenari de pe teritoriul controlat de Roma sau să ofere adăpost fugarilor romani. Ca asigurare a păcii, Antioh oferea douăzeci de ostatici, inclusiv fiul său. Ostatecii era schimbați la fiecare trei ani, fiind selectați de consulul roman, spre a fi duși la Roma.
Singurul care rămânea în captivitate și după trei ani era fiul lui Antioh, viitorul Antioh al IV-lea. Seleucizii au fost  obligați să plătească Republicii Romane și despăgubiri de război  
Romanii au predat teritoriile seleucide din Anatolia Pergamului și Rodosului, datorită sprijinului acordat în luptele cu Imperiul Seleucid, rămânându-le doar Cilicia și Pamphilia. Astfel, Roma a devenit o puterea a Mediteranei orientale, mulțumită capacității sale de a se alia cu micile puteri ca Pergamul.